# RadCom
RadComは、イギリス無線協会（RSGB）が発行する月刊の雑誌である。

## 概要
内容は英語で記載されており、世界で購読されているアマチュア無線の愛好家向けに刊行されている月刊誌でアマチュア無線の愛好家向けの雑誌としては最も長い歴史を有する。執筆者はRSGBの会員か無線関係の専門家で誌名は何度か変遷を重ねており、1913年の創刊当初から1924年末までは『Wireless World and Radio Review』で1925年に『T&R Bulletin』になり、1942年にRSGB Bulletinになり、1995年以降、現在の誌名になった。
内容は低周波、アマチュアテレビ、コンテスト等、多岐にわたる。技術関係で深く掘り下げた記事も掲載される。